# Mainard (archevêque de Sens)
Pour les articles homonymes, voir Mainard.
Mainard, mort en 1062, est un prélat français du milieu du XIe siècle. Il est issu de la famille des vicomtes de Sens.
Chanoine et trésorier à la cathédrale de Sens, il devient évêque de Troyes en 1034 jusqu'en 1049 où il est nommé archevêque de Sens.
Il meurt en 1062 et est inhumé à l'abbaye Saint-Pierre-le-Vif de Sens.

## Biographie

### Origines
Il est cité comme fils de Mainard et frère de Daimbert, vicomtes de Sens, et serait parent d'Eudes, comte de Troyes et de Meaux.

### Carrière ecclésiastique
Il est chanoine et trésorier de la cathédrale de Sens en 1032 lors de la mort de l'archevêque Léotheric. Il est alors réclamé par le peuple et le clergé local pour prendre la suite, mais c'est finalement Gilduin de Joigny qui succède au siège archiépiscopal, grâce à sa haute naissance, car issu de la famille des comtes de Joigny, et à l'appui du roi de France Henri Ier.
Deux années plus tard, en 1034, l'évêque de Troyes Fromond décède et c'est Mainard qui est appelé pour lui succéder.
Accusé de simonie par les moines de Saint-Pierre-le-Vif de Sens, l'archevêque de Sens Gilduin de Joigny est déposé par un concile à Reims en 1049, et c'est Mainard qui est désigné pour lui succéder, accédant ainsi au siège qui lui avait été refusé en 1032.
En 1051, il souscrit à la fondation de l'abbaye de La Chaise-Dieu.
Le 23 mai 1059, jour de la Pentecôte, il assiste au sacre du roi Philippe Ier à la cathédrale de Reims.
Il meurt le 12 mars 1062 et est inhumé à l'abbaye Saint-Pierre-le-Vif de Sens auprès de son père et de son frère.